# Stortjärnen (Alsens socken, Jämtland, 705911-137874)
Stortjärnen är en sjö i Krokoms kommun i Jämtland och ingår i Indalsälvens huvudavrinningsområde. Sjön har en area på 0,066 kvadratkilometer och ligger 494,6 meter över havet. Sjön avvattnas av vattendraget Gråvalsån.

## Delavrinningsområde
Stortjärnen ingår i det delavrinningsområde (706064-137736) som SMHI kallar för Ovan Björbäcken. Medelhöjden är 526 meter över havet och ytan är 20,26 kvadratkilometer. Det finns inga avrinningsområden uppströms utan avrinningsområdet är högsta punkten. Gråvalsån som avvattnar avrinningsområdet har biflödesordning 2, vilket innebär att vattnet flödar genom totalt 2 vattendrag innan det når havet efter 367 kilometer. Avrinningsområdet består mestadels av skog (83 procent) och sankmarker (10 procent). Avrinningsområdet har 0,14 kvadratkilometer vattenytor vilket ger det en sjöprocent på 0,7 procent.